# Paradeclus brasiliensis
Paradeclus brasiliensis är en insektsart som beskrevs av Max Beier 1954. Paradeclus brasiliensis ingår i släktet Paradeclus och familjen vårtbitare. Inga underarter finns listade i Catalogue of Life.